# Lancelot Voisin de La Popelinière
 (mars 2019).
Si vous disposez d'ouvrages ou d'articles de référence ou si vous connaissez des sites web de qualité traitant du thème abordé ici, merci de compléter l'article en donnant les références utiles à sa vérifiabilité et en les liant à la section « Notes et références ».
Lancelot Voisin de La Popelinière, né vers 1541 à Sainte-Gemme-la-Plaine en Bas-Poitou (actuel département de la Vendée) et mort le 8 janvier 1608 à Paris, est un homme de guerre, historien et écrivain français.
Il est connu notamment pour sa rédaction des Trois Mondes et de L'Amiral de France sur la question coloniale. La Popelinière est aussi l'auteur d'ouvrages importants sur l'histoire des guerres de Religion, à savoir La Vraye et entière Histoire (qui connaît trois éditions revues et augmentées de 1571 à 1578-1579), puis L'Histoire de France en 1581, qui sont considérés par les spécialistes comme faisant partie des principales sources de cette période. En 1599 il fait paraître une œuvre fondamentale concernant l'écriture de l'histoire à son époque : il s'agit de L'Histoire des Histoires. L'Idée de l'histoire accomplie. Plus le dessein de l'histoire nouvelle des François.

## Biographie
Lancelot Voisin de La Popelinière, parfois appelé à tort Henri Lancelot, est né vers 1541 au logis familial à Sainte-Gemme-la-Plaine. Ses parents, Joachim Voisin, seigneur de La Popelinière, et Marie Le Tourneur, sont représentatifs de la petite noblesse bas-poitevine naissante, enrichie par la carrière des armes et le négoce, puis par la gestion des fermes des abbayes de Moreilles et de Saint-Michel-en-l'Herm, dans le Marais poitevin. La Popelinière reçoit d'ailleurs sa première instruction de l'abbé de Moreilles, avant de fréquenter le Collège royal et plusieurs universités. Il étudie notamment à Poitiers et à Toulouse, où il s'imprègne de l'humanisme du temps.
Converti au protestantisme à l'âge de 16 ans, il rejoint les troupes protestantes qui prennent les armes pour s'emparer de la ville en 1562, au début de la guerre civile. Il combat dans les rangs huguenots pendant quinze ans, tout en se livrant, lors des moments de répit, à des études érudites en histoire. Il prend part aux premières guerres civiles et, dans la cinquième guerre de Religion, celle de 1574-76, commande l'expédition des protestants contre l'île de Ré. À partir de l'édit de Poitiers (1577), confirmant la paix d'Etigny-lès-Sens (mai 1576), il ne s'occupe que de travaux littéraires. Il devient l'ami de l'abbé de Saint-Michel-en-l'Herm. Sa modération et sa tolérance religieuse lui donnent un rôle de négociateur et de médiateur entre les partis opposés.

## Œuvres
- Des entreprises et ruses de guerre... ou le vray pourtrait d'un parfait général d'armée (traduction depuis l'italien, 1571) disponible sur Google Livres
- La Vraye et entière histoire des troubles et choses mémorables avenues tant en France qu'en Flandres, et pays circonvoisins depuis l'an 1562 (3 éditions revues et augmentées de l'une à l'autre en 1571, 1572, 1578-1579) disponible sur Google Livres. L'édition de 1573 du même ouvrage est en réalité due aux protestants de Genève.
- Histoire de France depuis l'an 1550 jusqu'à ce temps (2 vol., 1581, rééd. critique annotée sous la direction de Denise Turrel puis de Thierry Rentet, Genève, Droz, 2011, 2016, 2019 et 2021, 4 vol. ; travail en cours de réalisation) T. I, T. II disponible sur Google Livres
- Les Trois Mondes (1582, rééd. 1582 et édition établie et annotée par Anne-Marie Beaulieu, Genève, Droz, 1997, 530 p.) disponible sur Internet Archive
- L'Amiral de France (1584, rééd. 1584) disponible sur Google Livres
- Histoire des Histoires (1599, rééd. 1989) disponible sur Google Livres
- Histoire de la conquête des pays de Bresse et de Savoie (1601) disponible sur Bibliothèque de Genève (RERO) - e-rara
- Atlas Minor (traduction en français depuis l'ouvrage de Mercator en latin, parution posthume en plusieurs éditions à partir de 1609) disponible sur Google Livres